# Sympaestria lampra
Sympaestria lampra är en insektsart som beskrevs av Morgan Hebard 1922. Sympaestria lampra ingår i släktet Sympaestria och familjen vårtbitare. Inga underarter finns listade i Catalogue of Life.